# Liste deutscher Adelsgeschlechter/C
| Name                                  | Zeitraum                                               | Anmerkungen | Wappen                            |
| ------------------------------------- | ------------------------------------------------------ | --- | --------------------------------- |
| Calice                                | seit ca. 1247                                          | italienisch-österreichisches Adelsgeschlecht; 1672 Reichsfreiherren; 1872 Bestätigung des österreichischen Freiherrenstandes; 1906 österreichischer Grafenstand |                                   |
| Calle                                 | bis 1671                                               | erloschenes westfälisches Adelsgeschlecht |                                   |
| Callenberg                            | 1240–1850                                              | erloschenes deutsches Adelsgeschlecht; 1651 Reichsfreiherren; 1671 Reichsgrafen |                                   |
| Callendorp                            | bis 1445                                               | erloschenes westfälisches Adelsgeschlecht |                                   |
| Calv(en)                              | seit 1135                                              | Uradel aus Stendal; später Aufstieg in den Lübecker Patrizieradel |                                   |
| Calw                                  | 9. Jahrhundert bis 1361                                | hochmittelalterliches Adelsgeschlecht |                                   |
| Camburg                               | 1133–1253                                              | zwei erloschene Thüringer Adelsgeschlechter |                                   |
| Campe (Emsland)                       | bis 1560                                               | erloschenes niedersächsisches Adelsgeschlecht |                                   |
| Campe (Braunschweig)                  | seit ca. 1212                                          | braunschweigisches Uradelsgeschlecht, 1813 westfälische, 1876 preußische und 1878 mecklenburg-schweriner Anerkennung des Freiherrenstandes |                                   |
| Campe (Hildesheim)                    | seit 1142                                              | Hildesheimer Uradelsgeschlecht |                                   |
| Campe (Kirchberg)                     | bis 1897                                               | erloschenes niedersächsisches Adelsgeschlecht |                                   |
| Campe (Poggenhagen)                   | bis 1787                                               | erloschenes niedersächsisches Uradelsgeschlecht |                                   |
| Campenhausen                          | seit 1595                                              | livländisches Adelsgeschlecht, 1665 und 1667 schwedischer Adelsstand, 1672 Aufnahme in die schwedische Ritterschaft, 1742 Immatrikulation bei der Livländischen Ritterschaft, 1744 schwedischer Freiherrenstand, 1854 russische Anerkennung als Barone                                                                               |                                   |
| Campi von Heiligenberg                | ab 1678                                                | südtirolisches Briefadelsgeschlecht; 1678 Adelsstand; 1737 erbländisch-österreichischer Freiherrenstand; 1747 Trienter-fürsterzbischöflicher Adelsstand |                                   |
| Canitz/Kanitz                         | seit 1185                                              | meißnerischer Uradel mit den Stämmen Canitz und Kanitz; Canitz: Reichsfreiherrenstand 1698; Canitz- u. Dallwitz: Böhmischer Freiherrnstand 1664; Kanitz: 1798 preußischer Grafenstand |                                   |
| (Rabe) von Canstein                   | seit 1106                                              | westfälisches Uradelsgeschlecht; 1657 erblicher Freiherrenstand |                                   |
| von der Capellen                      | ab 1270                                                | klevisches Uradelsgeschlecht, das am Niederrhein, in Westfalen, in Hessen und in den Niederlanden ansässig war |                                   |
| Capler von Oedheim                    | 1235–1967                                              | seit dem 13. Jahrhundert nachgewiesenes deutsches Adelsgeschlecht; im Königreich Württemberg bei der Freiherrenklasse immatrikuliert |                                   |
| Capol                                 | seit 1377                                              | altes Schweizer Adelsgeschlecht aus dem Kanton Graubünden |                                   |
| Cappel                                | 1158 bis 18. Jh.                                       | erloschenes westfälisch-niedersächsisches Adelsgeschlecht |                                   |
| Cappenberg                            | 11.–12. Jahrhundert                                    | westfälisches Grafengeschlecht |                                   |
| Carben                                | 1217–1729                                              | seit dem 13. Jahrhundert nachgewiesenes Wetterauer Adelsgeschlecht |                                   |
| Carl von Hohenbalken                  | 1193 bis 18. Jh.                                       | alte Ministerialenfamilie im Val Müstair (deutsch Münstertal, italienisch Val Monastero) im Schweizer Kanton Graubünden |                                   |
| Carlowitz                             | seit 1311                                              | altes, sächsisches Adelsgeschlecht |                                   |
| Carlsburg                             | 1712                                                   | Adelsgeschlecht aus Schweden; 1712 Reichsadelsstand |                                   |
| Carmer                                | ?                                                      | preußisches Adelsgeschlecht; 1791 preußischer Freiherrnstand; 1798 preußischer Grafenstand |                                   |
| Carnap                                | vor 1570                                               | alte Kaufmanns- und Ratsfamilie in Barmen und Elberfeld; 1825 preußischer Adels- und Freiherrenstand |                                   |
| Carnitz                               | 1374–1808                                              | pommerscher Uradel, 1791 preußischer Grafenstand |                                   |
| Castelbarco                           | seit 12. Jh.                                           | ursprünglich tirolerisches, später österreichisches und italienisches Adelsgeschlecht, das in den erblichen Freiherren-, Grafen- und Fürstenstand erhoben wurde |                                   |
| Castelberg                            | seit 1289                                              | Bündner Adelsfamilie; ursprünglich aus Luven in der Surselva im schweizerischen Kanton Graubünden |                                   |
| Castell                               | seit 1057                                              | fränkisches, edelfreies Grafen- und Fürstengeschlecht |                                   |
| Cavallar von Grabensprung             | seit 1856                                              | österreichisch-böhmisches Adelsgeschlecht, das angeblich aus Istrien abstammt; 1856 österreichischer Ritterstand |                                   |
| Cavriani                              | seit 12. Jh.                                           | altes italienisches Adelsgeschlecht, das sich später zum österreichischen Hochadel zählen durfte |                                   |
| Cene                                  | 13. bis 15. Jahrhundert                                | erloschenes mecklenburgisches Adelsgeschlecht |                                   |
| Cerrini de Monte-Varchi               | ?                                                      | ursprünglich aus florentinischen Adel stammend; 1789 erbländisch-österreichischer Freiherrnstand; 1838 Grafenstand |                                   |
| Ceumern                               | seit 1662                                              | deutsch-baltisches Adelsgeschlecht |                                   |
| Chalon                                | seit ca. 1105                                          | westfälisches Adelsgeschlecht |                                   |
| Chamerauer                            | 11. bis 15. Jh.                                        | bayerisches Adelsgeschlecht |                                   |
| Chapeaurouge                          | ?                                                      | ursprünglich aus der Dauphiné, möglicherweise auch aus Straßburg stammendes Adelsgeschlecht, das später u. a. in Genf und Hamburg ansässig war |                                   |
| Chappuis                              | seit 1401                                              | stammt als „de la Combaz“ bzw. „Combaz, genannt Chappuis“ aus der französisch-sprachigen Schweiz, preußischer erblicher Adelsstand 1794 |                                   |
| Charpentier                           | ?                                                      | schwedisches, sächsisches, finnisches, russisches und preußisches Adelsgeschlecht |                                   |
| Châtenois                             | seit 11. Jh.                                           | Herzöge in (Ober-)Lothringen; stammen in direkter Linie von den Matfrieden ab | –                                 |
| Chevallerie                           | ?                                                      | ursprünglich französisches, später preußisches Adelsgeschlecht |                                   |
| Chiari                                | seit 1908                                              | ursprünglich Italienischen Familie, die im 18. Jahrhundert nach Österreich kam; 1908 erblich österreichischer Freiherrenstand |                                   |
| Chlingensperg                         | seit 1693                                              | bayerisches Adelsgeschlecht |                                   |
| Chodkiewicz                           | seit 15. Jahrhundert                                   | polnisches Hochadelsgeschlecht litauisch-ruthenischer Herkunft, 1655 Reichsgrafenstand |                                   |
| Chotek von Chotkow und Wognin         | seit 1181                                              | altes böhmisches Adelsgeschlecht; 1745 Reichsgrafenstand |                                   |
| Christalnigg von und zu Gillitzstein  | seit 1575                                              | in Kärnten begütertes österreichisches Adelsgeschlecht; 1575 Reichsadelsstand |                                   |
| Cilli                                 | 14. Jahrhundert                                        | Nachkommen des hochfreien Adelsgeschlechts der Herren von Sanneck; 1341 Grafenstand; 1436 Reichsfürstenstand |                                   |
| Cimburg                               | 1143 bis Anfang 16. Jahrhundert                        | altes, böhmisches Adelsgeschlecht |                                   |
| Cirksena                              | bis 1744                                               | erloschene ostfriesische Adelsfamilie |                                   |
| Clairon d’Haussonville                | seit 1260                                              | burgundisches, später lothringisches Geschlecht de Cléron, 1487 Baron de Saffres, 1620 Baron d'Haussonville, 17. Jahrhundert comte d'Haussonville, 1740 böhmisches Inkolat im Herrenstand, 1789 preußische Anerkennung des Grafenstandes                                                                                             |                                   |
| Clam-Gallas                           | 1757–1930                                              | böhmisches Adelsgeschlecht |                                   |
| Clam-Martinic                         | seit 1209                                              | altes österreichisches Hochadelsgeschlecht, das mit den erloschenen Adelsgeschlecht Clam-Gallas, der sogenannten „jüngeren Linie“ der Grafen von Clam, stammesverwandt waren |                                   |
| Clary-Aldringen                       | vor 14. Jahrhundert                                    | aus Cividale im Friaul stammendes Grafen und Fürstengeschlecht |                                   |
| Clauer zu Wohra                       | 1362–1692                                              | erloschenes hessisches Adelsgeschlecht |                                   |
| (Clausen von) Clausenheim             | seit 1703                                              | schleswig-holsteinisches Adelsgeschlecht |                                   |
| Clausewitz                            | seit 1663                                              | preußisches Adelsgeschlecht |                                   |
| Cleen                                 | Mitte des 13. Jahrhunderts bis etwa 1530               | Wetterauer Ministerialengeschlecht |                                   |
| Clevorn                               | ?                                                      | westfälisches Adelsgeschlecht; Erbmänner |                                   |
| Cleyhorst                             | bis ca. 1550                                           | erloschenes westfälisches Adelsgeschlecht |                                   |
| Clodt von Jürgensburg                 | seit 1566                                              | deutsch-baltisches Adelsgeschlecht, 1566 polnisches Adelsdiplom, 1714 schwedischer Freiherrenstand |                                   |
| Cloet                                 | 12. Jahrhundert                                        | westfälisches Uradelsgeschlecht |                                   |
| Clooster                              | bis 1848                                               | erloschenes niederländisch-ostfriesisches Adelsgeschlecht |                                   |
| Closen                                | 12. Jahrhundert bis 1856                               | erloschenes bayerisches und rheinisches Adelsgeschlecht |                                   |
| Closter                               | bis 19. Jh.                                            | erloschenes westfälisches Adelsgeschlecht |                                   |
| Cnobloch                              | ab 1838                                                | sächsisch-österreichisches Adelsgeschlecht; 1838 Freiherrenstand |                                   |
| Cob von Nüdingen                      | seit 15. Jh.                                           | lothringisch-luxemburgisches, in Bitburg ansässiges Adelsgeschlecht |                                   |
| Cobbenrode                            | ab 1307 bis Ende 17. Jh.                               | westfälisches Adelsgeschlecht |                                   |
| Cobenzl                               | seit 16. Jh.                                           | uradeliges Kärntner Geschlecht, welches dann in Krain und Görz und zuletzt in Böhmen ansässig war; 1563 Reichsadelstand |                                   |
| Coburg                                | ab 1800                                                | sächsisches Briefadelsgeschlecht; 1800 Freiherrengeschlecht |                                   |
| Cocceji                               | 1702–1808                                              | preußisches Adelsgeschlecht mit Ursprung aus Bremen, 1702 preußischer Adelsstand, 1713 mit Anrede „Wohlgeboren“ Reichsfreiherrnstand, 1749 preußischer Freiherrenstand |                                   |
| Cochenhausen                          | seit 1357                                              | pommersches Adelsgeschlecht; 1706 schwedischer Adelsstand |                                   |
| Cochenheim                            | ab 1700                                                | westfälisches Adelsgeschlecht; 1700 Erhebung in den Ritterstand |                                   |
| Cölln                                 | 1271–1660                                              | erloschenes mecklenburgisches Adelsgeschlecht |                                   |
| Coels                                 | 14. Jh.                                                | belgisches und preußisches Adelsgeschlecht |                                   |
| Coermann                              | ab 1780                                                | westfälisches Adelsgeschlecht |                                   |
| Coeverden                             | seit 1231                                              | niederländisch-westfälisches Adelsgeschlecht |                                   |
| Colditz                               | 1636                                                   | altes, sächsisches, auch in Böhmen, Mähren und Schlesien angesiedeltes Adelsgeschlecht |                                   |
| Collalto                              | ?                                                      | österreichisches Hochadelsgeschlecht von lombardischer Herkunft, dessen Namen auf die Ortschaft Collalto in Susegana in der heutigen Provinz Treviso zurückführt |                                   |
| Collas                                | seit 1390                                              | alten Adelsgeschlecht aus der Normandie |                                   |
| Collen                                | seit 15. Jh.                                           | ursprünglich Aachener, später niederländisches Adelsgeschlecht |                                   |
| Collenbach                            | seit 1763 Freiherren-, seit 1771 Reichsfreiherrenstand | österreichischer und jülich-bergischer Dienstadel, ursprünglich bürgerliche Familie aus dem Herzogtum Berg |                                   |
| Colloredo                             | seit 1302                                              | böhmisch-österreichisches Adelsgeschlecht; 1588 Reichfreiherrenbestätigung; 1724 Reichsgrafenstand; 1763 Reichsfürsten und Gründung der Linie Colloredo Mansfeld. |                                   |
| Colnbach                              | bis Anfang 18. Jh.                                     | westfälisches Adelsgeschlecht |                                   |
| Colonna                               | seit 11. Jahrhundert                                   | römisches Adelsgeschlecht |                                   |
| Colonna von Fels                      | bis 1811                                               | erloschenes ursprünglich tirolerisches, später böhmisches und schlesisches Adelsgeschlecht |                                   |
| Cocin/Concini                         | bis 1238                                               | italienisch-österreichisches Adelsgeschlecht |                                   |
| Conring                               | seit 1796                                              | preußisches Adelsgeschlecht |                                   |
| Consbruch                             | seit 1862/1885                                         | westfälisches Adelsgeschlecht; preußischer Adelsstand 1862 und 1885 |                                   |
| Consolati von und zu Heiligenbrunn    | seit Mitte 15. Jh.                                     | aus einem alten Tridentiner Patriziergeschlecht stammendes Adelsgeschlecht, das in Österreich und Bayern zu Ansehen gelangte |                                   |
| Conta                                 | ab 1825                                                | sächsisches Briefadelsgeschlecht; 1825 Adelsbestätigung |                                   |
| Coreth zu Coredo und Starkenberg/Rumo | seit 12. Jh.                                           | altes aus Italien nach Tirol gekommenes Adelsgeschlecht; 1698 Freiherrenstand; 1745 erbländisch-österreichischer alter Reichsfreiherren- und Panierherrenstand; 1766 Reichs- und 1772 erbländischer Grafenstand |                                   |
| Corfey                                | bis 1733                                               | General Lambert Friedrich Corfey (1668–1733, kinderlos) wurde das Adelsprädikat „von“ ohne formelle Adelserhebung zugelegt |                                   |
| Cornarens                             | bis Anfang 19. Jh.                                     | aus den Niederlanden stammendes, später im Rheinland und in Westfalen ansässiges Adelsgeschlecht |                                   |
| Cornberg                              | 1553                                                   | morganatisches, hessisches Adelsgeschlecht |                                   |
| Coronini von Cronberg                 | ?                                                      | österreichisches Adelsgeschlecht; 1687 Reichsgrafenstand |                                   |
| Corswant                              | seit 1698                                              | pommersches Adelsgeschlecht, erscheint zuerst 1393 in Greifswald, 1698 kaiserliche Nobilitierung, 1699 brandenburgische Adelsanerkennung |                                   |
| Corte                                 | 1326 bis mind. 1672                                    | westfälisches Adelsgeschlecht |                                   |
| Cortenbach                            | seit 1381                                              | limburgisches Adelsgeschlecht |                                   |
| Corvin-Wiersbitzki                    | ?                                                      | polnisch-preußisches Adelsgeschlecht |                                   |
| Cosel                                 | seit 1667                                              | brandenburgisch-preußisches Adelsgeschlecht |                                   |
| von der Cosel                         | 15. Jh.                                                | Oberlausitzer Reichsadelsgeschlecht; Abstammung von Fürst Wenzel von Schönburg († 1523), Herr auf Herrschaft und Schloss Hoyerswerda |                                   |
| Cosijn von Ripperda                   | seit 1810                                              | jüngster Zweig des reichsfreiherrlichen Geschlechts von Ripperda |                                   |
| Cossel                                | seit 1752                                              | Mecklenburger Adelsgeschlecht |                                   |
| Cottenau/Kottenau                     | 1289–1614                                              | fränkisches Uradelsgeschlecht |                                   |
| Coudenhove-Kalergi                    | ?                                                      | böhmisch-österreichisches Adelsgeschlecht; 1790 Reichsgrafenstand |                                   |
| Cotzhausen                            | seit ca. 1520                                          | ursprünglich hessisches Geschlecht, dann rheinländisches Adelsgeschlecht, 1699 – 1842/45 Besitz des Hauses Kambach, 1808 Erwerb des Ritterguts Wedau, 1811 frz. Baron de l'Empire, 1828 preuss. Anerkennung des Freiherrentitels |                                   |
| Crailsheim                            | seit 1221                                              | fränkisch-schwäbisches Uradelsgeschlecht |                                   |
| Cramer                                | 1742–1815                                              | niedersächsisches Juristen- und Kaufmannsgeschlecht |                                   |
| Cramer von Clausbruch                 | seit ca. 1300                                          | Stadtgeschlecht der Freien Reichsstadt Eger, das sich seit dem 16. Jahrhundert nach Kursachsen, Niedersachsen und dem Rheinland verbreitete |                                   |
| Cramm                                 | seit 1150                                              | niedersächsisches Uradelsgeschlecht, 18. Jh. Reichsfreiherrenstand, 19. Jh. preußische Anerkennung des Freiherrenstandes |                                   |
| Cramon                                | seit 1245                                              | mecklenburgisches Uradelsgeschlecht |                                   |
| Cranach                               | ?                                                      | preußisches Adelsgeschlecht |                                   |
| Crause                                | bis 1772                                               | westfälisches Adelsgeschlecht; Anfang des 17. Jh. im Fürstentum Calenberg geadelt; 1734 böhmischer Freiherrenstand |                                   |
| Craushaar                             | ab 1749                                                | preußisch-sächsisches Briefadelsgeschlecht; 1749 Reichsadelsstand |                                   |
| Crawinkel                             | 14. bis 15. Jh.                                        | westfälisches Adelsgeschlecht |                                   |
| Crechting                             | bis ca. 1550                                           | westfälisches Adelsgeschlecht |                                   |
| Cretier                               | bis 15. Jh.                                            | westfälisches Adelsgeschlecht |                                   |
| Creuzburg                             | 1242 bis 18. Jahrhundert                               | eines der ältesten, thüringischen Adelsgeschlechter; erloschen. |                                   |
| Creytz oder Belzig von Kreutz         | seit 1154                                              | altes osterländisch-meißnisches Adelsgeschlecht, um 1500 ins Herzogtum Preußen gelangt, 1572 Reichsgrafenstand, 1632 polnisches Indigenat, 1701 preußischer Grafenstand, 1743 Reichsgrafenstandsbestätigung, 1775 polnische Anerkennung des Grafenstands, 1833 kurländisches Indigenat, 1839 russische Anerkennung des Grafenstandes | Creytz (Kreutz) Belzig von Kreutz |
| Criegern                              | ab 1711                                                | polnisch-sächsisches Briefadelsgeschlecht; 1711 Adelserneuerung |                                   |
| Crispen                               | bis 1761                                               | westfälisches Adelsgeschlecht; Erbsälzer zu Werl |                                   |
| Cristani von Rall                     | ab 1491                                                | ursprünglich dem Patriziat von Trient angehörendes Adelsgeschlecht, das sich später über Tirol nach Salzburg und Bayern ausbreitete; 1739 päpstlicher Adel; 1740 Freiherrenstand; 1773 erbländischer Freiherren- und Panierherrenstand                                                                                               |                                   |
| Cronberg                              | 1192–1704                                              | Reichsrittergeschlecht, erloschen 1704; 1618 Freiherrnstand, 1630–1692 Grafenstand |                                   |
| Cronegg                               | seit 1663                                              | Adelsgeschlecht alten Ursprungs in Kärnten; niederösterreichischer landständischer Adel; 1663 Reichsgrafenstand |                                   |
| Crousaz                               | seit 1248                                              | waadtländisches Uradelsgeschlecht, 1742 Reichsfreiherrenstand, 1786 und 1797 schlesisches Inkolat |                                   |
| Croÿ                                  | erste Hälfte 12. Jahrhundert                           | Adelsgeschlecht aus der Grafschaft Ponthieu (Picardie/Frankreich); 1473 französischer Grafenstand; 1594 und 1664 Reichsgrafenstand; 1486 Reichsfürstenstand; 1518 spanisch-niederländischer Marquis- und Herzogsstand; 1598 französischer Herzogsstand                                                                               |                                   |
| Cubach                                | 1300 bis Ende 19. Jh.                                  | Soester Patrizier- und Stadtadelsgeschlecht |                                   |
| Cube                                  | seit 16. Jh.                                           | deutsch-baltischen Adelsgeschlechts, das ursprünglich aus der Mark Brandenburg stammt |                                   |
| Czapski                               | seit 1395                                              | pommerellisches, polnisches, preußisches und russisches Adelsgeschlecht |                                   |
| Czartoryski                           | seit 1341                                              | polnisch-litauisches Fürstengeschlecht |                                   |
| Czekelius von Rosenfeld               | seit 15. Jh.                                           | Adelsgeschlecht aus Siebenbürgen |                                   |
| Czernin von und zu Chudenitz          | seit 1193                                              | böhmisches Uradelsgeschlecht; 1607 Reichsfreiherrenstand; 1623 Reichsgrafenstand |                                   |
| Czettritz                             | seit 1243                                              | schlesisches Uradelsgeschlecht, böhmische und preußische Standeserhebungen |                                   |